# デラウェア・アンド・ハドソン鉄道

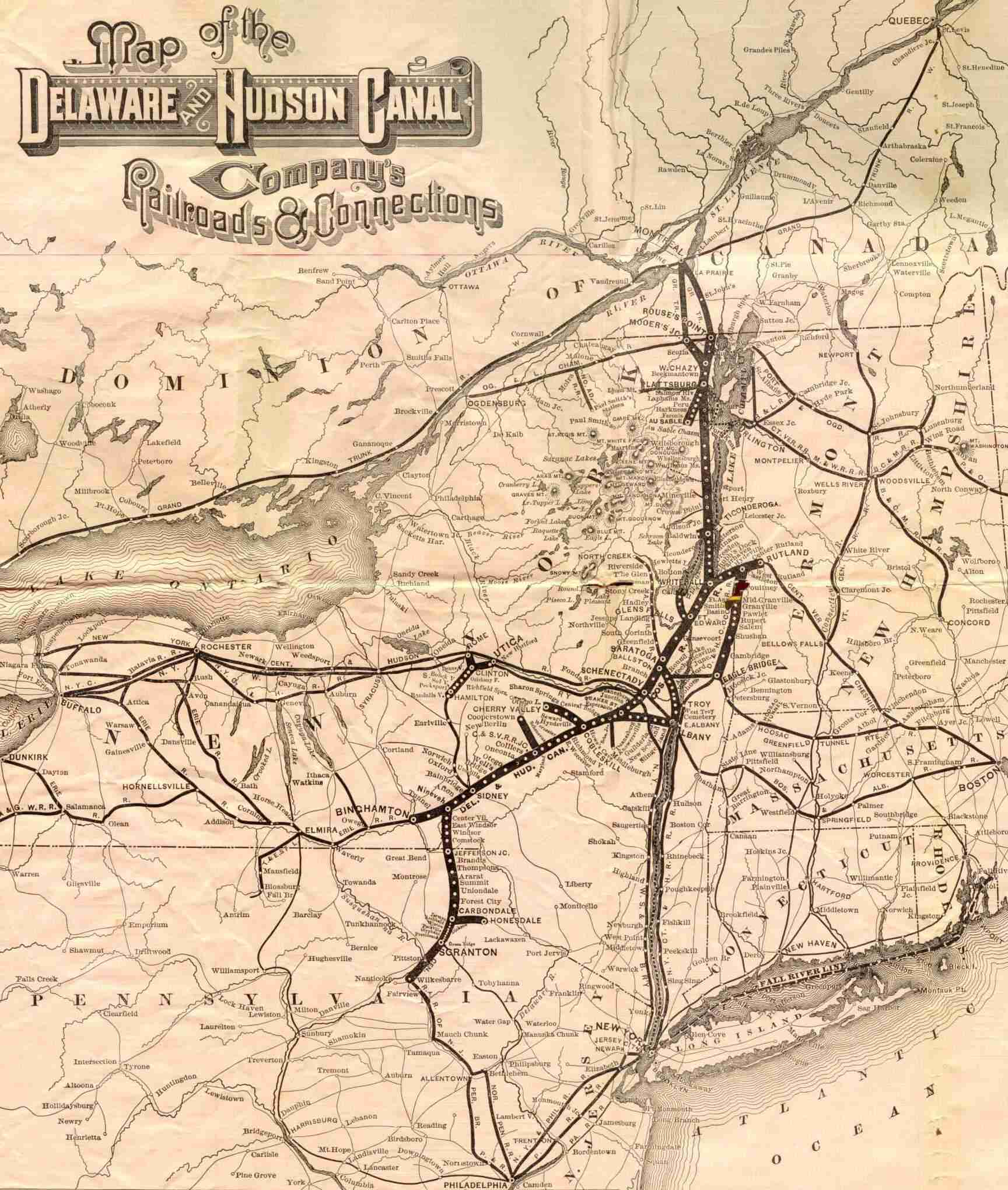
1886年の路線図

デラウェア・アンド・ハドソン鉄道（デラウェア・アンド・ハドソンてつどう、英語: D&H: Delaware and Hudson Railway、報告記号はDH）は、かつてアメリカ合衆国北東部で営業していた鉄道会社である。
1991年にカナダ太平洋鉄道（カナディアン・パシフィック鉄道）の子会社となったが、カナダ太平洋鉄道自身が全ての運行を担っており、デラウェア・アンド・ハドソン鉄道自身は機関車や車両を1両も維持していない。
かつてはニューヨークとカナダのケベック州モントリオールを結ぶ重要な連絡線であった。会社は当初「デラウェア・アンド・ハドソン運河会社」（Delaware and Hudson Canal Company）として発足し、ハドソン川に面したニューヨーク州キングストンから南西へ、デラウェア川に面したニューヨーク州ポート・ジャービス（Port Jervis）へ、さらにペンシルベニア州カーボンデール（Carbondale）にある無煙炭の炭田までを結ぶ運河を建設した。この運河会社が後に、アメリカ合衆国でも最初期の鉄道であるデラウェア・アンド・ハドソン・カンパニーとなり、さらに1968年まではデラウェア・アンド・ハドソン鉄道（Delaware and Hudson Railroad）となった。
デラウェア・アンド・ハドソン鉄道は自身を「アメリカで最も古くから継続して営業している運輸企業」と呼んでいた。

## デラウェア・アンド・ハドソン運河
1820年代前半、ペンシルベニア州北東部のあまり人口が密でない地域を探検したフィラデルフィアの商人ウィリアム・ワーツ（William Wurts）は、埋蔵されている膨大な量の無煙炭の価値に気づいた。彼は、それまで依存していたイギリスの瀝青炭が輸入制限を受けて影響を被っていたニューヨークへ、石炭の輸送を容易にするための運河を建設するという考えに、彼の兄弟を引き込んだ。
「デラウェア・アンド・ハドソン運河会社」は、1823年にニューヨーク州とペンシルベニア州のそれぞれで法律によって認可され、ウィリアム・ワーツとその兄弟であるモーリス（Maurice）にデラウェア・アンド・ハドソン運河の建設が許可された。1825年1月、ウォール街の喫茶店で実施された無煙炭による暖房のデモンストレーションを受けて、公募増資に100万ドルが集まり、時価総額が100万ドルに達した初めてのアメリカ企業となった。
1825年7月13日に着工され、1828年10月に営業を開始した。ニューヨーク州キングストン（ハドソン川にクリークが注ぐ地点）とローズンデール（Rosendale）の間の、クリークロックス（Creeklocks）と呼ばれる場所にあるロンダウト・クリーク（Rondout Creek）に運河は始まる。そこから南西へロンダウト・クリークに沿ってエレンビル（Ellenville）まで進み、サンドバーグ・クリーク（Sandburg Creek）、ホモワック・キル（Homowack Kill）、バッシャー・キル（Basher Kill）、ネバーシンク川（Neversink River）と続いてデラウェア川のポート・ジャービスへと通じる。そこからデラウェア川のニューヨーク州側を北西へ進み、ラカワクセン（Lackawaxen）にあるローブリングス・デラウェア水路（Roebling's Delaware Aqueduct）でペンシルベニア州に入り、ラカワクセン川（Lackawaxen River）の北側の岸に沿ってホーンズデール（Honesdale）へと至る。
カーボンデールそばのムーシック山（Moosic Mountains）にある、ワーツの鉱山から無煙炭をホーンズデールの運河まで輸送するため、会社は重力式の鉄道を敷設した。ペンシルベニア州はその建設を1826年4月8日に認可した。1829年8月8日、デラウェア・アンド・ハドソン運河会社最初の機関車である、スタウアブリッジ・ライオンが、アメリカで最初にレールの上を走った機関車としての歴史を刻んだ。西方への鉄道の拡張は、アーチボールド（Archbald）にある新しい鉱山へ1843年に、バレー・ジャンクション（Valley Junction）へ1858年に、プロビデンス（Providence）へ1860年に、そしてスクラントンへ1863年に開業した。カーボンデールより西での旅客輸送は1860年に開始されている。
運河は、初期には成功したビジネスであったが、会社の経営陣は鉄道が運輸業の未来であることに気づき、鉄道敷設へ投資を始めた。1898年に運河で最後の石炭が輸送され、その後水が抜かれて売却された。翌年には会社の名前から「運河」という単語が消された。残存している運河の断片は、1968年に国立史跡（National Historic Landmark）に指定された。

## デラウェア・アンド・ハドソン会社
鉄道が普及してくるにつれて、運河会社は運河を鉄道に置きかえる重要性を認識した。この最初の一歩は、1864年に認可され、エリー鉄道に1869年に借り受けられて1872年に開業した、カーボンデールから北へニューヨーク州へ通じるジェファーソン鉄道（Jefferson Railroad）であった。これはレーンズボロ（Lanesboro）で本線から南へ分岐してカーボンデールまでの支線であった。この路線の一部として、デラウェア・アンド・ハドソン運河会社のホーンズデールの重力式鉄道の反対側からの延長路線が、南東へホーリー（Hawley）にあるエリー鉄道のペンシルベニア石炭会社（Pennsylvania Coal Company）の鉄道まで建設された。ジェファーソン鉄道（とそれを通じてエリー鉄道）はデラウェア・アンド・ハドソン運河会社の2区間について運行権を獲得し、デラウェア・アンド・ハドソン運河会社はレーンズボロまでの運行権を獲得した。
本線の他の区間は、デラウェア・アンド・ハドソン運河会社が1870年2月24日に借り受けたオールバニ・アンド・サスケハナ鉄道（Albany and Susquehanna Railroad）と、1867年に認可され1872年に開業したこれに接続するラカワナ・アンド・サスケハナ鉄道（Lackawanna and Susquehanna Railroad）である。オールバニ・アンド・サスケハナ鉄道は、ニューヨーク州オールバニから南西へ同州ビンガムトンへの路線であり、一方、ラカワナ・アンド・サスケハナ鉄道はその路線からニューヨーク州ニネベ（Nineveh）で分岐し、南へジェファーソン鉄道のレーンズボロまでの路線であった。やはり1870年に借り受けた、スケネクタディ・アンド・デュアネスバーグ鉄道（Schenectady and Duanesburg Railroad）は、オールバニ・アンド・サスケハナ鉄道とニューヨーク州デュアネスバーグ（Duanesburg）で接続し、同州スケネクタディまでを結び、1872年に開業した。1873年まではスケネクタディ・アンド・サスケハナ鉄道（Schenectady and Susquehanna Railroad）という名前であった。
1870年、バレー鉄道（Valley Railroad）が開業し、スクラントンとカーボンデールの間で重力式ではない鉄道が開設された。
1871年3月1日、デラウェア・アンド・ハドソン運河会社はレンセリア・アンド・サラトガ鉄道（Rensselaer and Saratoga Railroad）を、同社が既に借り受けていた路線を含めて借り受け、この路線によりオールバニからスケネクタディを通り北へニューヨーク州サラトガ・スプリングズまでの路線網を拡張し、さらに北東へバーモント州ルトランド（Rutland）へ伸ばし、またニューヨーク州イーグル・ブリッジ（Eagle Bridge）の西のトロイ・アンド・ボストン鉄道（Troy and Boston Railroad）の線路使用権を得てルトランドへの東側の経路なども手にした。デラウェア・アンド・ハドソン会社はまた、トロイ・ユニオン鉄道（Troy Union Railroad）の4分の1の株式をこの賃貸契約によって取得した。
1873年3月1日、デラウェア・アンド・ハドソン運河会社は、かつてルトランド鉄道（Rutland Railroad）が所有していた、ホワイトホール・アンド・プラッツバーグ鉄道（Whitehall and Plattsburgh Railroad）とモントリオール・アンド・プラッツバーグ鉄道（Montreal and Plattsburg Railroad）が合併して誕生したニューヨーク・アンド・カナダ鉄道（New York and Canada Railroad）を取得した。これによりニューヨーク州ホワイトホール（Whitehall）から北へケベック州との州境までの鉄道を1875年に完成させ、ラウゼズ・ポイント（Rouses Point）までの支線を1876年に開通させた。これら2本の路線の末端からグランド・トランク鉄道（Grand Trunk Railway）の路線が北へモントリオールまでを結んでいた。
デラウェア・アンド・ハドソン運河会社はリーハイ・アンド・サスケハナ鉄道（Lehigh and Susquehanna Railroad）の線路使用権を1886年に取得し、本線をスクラントンから南西へペンシルベニア州ウィルクスバレ（Wilkes-Barre）へ伸ばした。
1889年7月11日、デラウェア・アンド・ハドソン運河会社は、サラトガ・スプリングズから北へハドソン川に沿って走る長い支線、アディロンダック鉄道（Adirondack Railroad）を買収した。
運河は1891年11月5日限りで使用を終了し、重力式鉄道も1899年1月3日に廃止された。1899年4月28日、同年6月に運河が売却されることを反映して会社の名前がデラウェア・アンド・ハドソン会社（Delaware and Hudson Company）へ変更された。ポート・ジャクソンとエレンビルの間の運河使用権は、ニューヨーク・オンタリオ・アンド・ウェスタン鉄道（New York, Ontario and Western Railway）の支線である、1901年に認可され1902年に開通した、エレンビル・アンド・キングストン鉄道（Ellenville and Kingston Railroad）によって使用されていた。
1903年、デラウェア・アンド・ハドソン会社は、シャトーゲー・レールロード（Chateaugay Railroad）、シャトーゲー・レールウェイ（Chateaugay Railway）、サラナク・アンド・レークプラシッド鉄道（Saranac and Lake Placid Railway）を連合させてシャトーゲー・アンド・レークプラシッド鉄道（Chateaugay and Lake Placid Railway）を設立した。シャトーゲー・レールロードが借り受けていたプラッツバーグ・アンド・ダニモラ鉄道（Plattsburgh and Dannemora Railroad）と合わせて、ニューヨーク州プラッツバーグ（Plattsburgh）の西からレークプラシッドの南へと長い支線を形成した。
1906年、デラウェア・アンド・ハドソン会社はケベック・サザン鉄道（Quebec Southern Railway）とサウス・ショア鉄道（South Shore Railway）を買収し、これらの会社をケベック・モントリオール・アンド・サザン鉄道（Quebec, Montreal and Southern Railway）へ合併させた。この路線はモントリオール郊外のサン・ランベール（Saint-Lambert）から北東へほとんどケベックまで到達する、フォーテリアビル（Fortierville）までのものであった。この路線は1929年にカナディアン・ナショナル鉄道へ売却された。
デラウェア・アンド・ハドソン会社は1906年にネイピアビル・ジャンクション鉄道（Napierville Junction Railway）を合併し、ラウゼズ・ポイントからセント・コンスタントジャンクション（St. Constant Junction）まで路線を伸ばし、そこからグランド・トランク鉄道の線路使用権をモントリオールまで獲得した。この路線は1907年に開通し、ニューヨークとモントリオールを結ぶ最短ルートを形成した。
1912年、デラウェア・アンド・ハドソン会社はウィルクスバレ・コネクティング鉄道（Wilkes-Barre Connecting Railroad）を合併し、スクラントンとウィルクスバレを結ぶより直線的な路線を1915年に開通させた。
1930年4月1日、デラウェア・アンド・ハドソン会社の資産は、1928年12月1日に設立されたデラウェア・アンド・ハドソン鉄道（Delaware and Hudson Railroad）へ移管された。
1938年からデラウェア・アンド・ハドソン鉄道は、膨大な量の貨物を接続鉄道会社の間で橋渡しをする業務を開始した。

## デラウェア・アンド・ハドソン鉄道
1968年、会社はデラウェア・アンド・ハドソン鉄道（Delaware and Hudson Railway）として再編され、ノーフォーク・アンド・ウェスタン鉄道が所有する持ち株会社で、エリー・ラッカワナ鉄道も保有していたデレコ（Dereco）に買収された。デラウェア・アンド・ハドソン鉄道やエリー・ラカワナ鉄道を含む、アメリカ合衆国北東部の多くの鉄道は1970年代に倒産し、ノーフォーク・アンド・ウェスタン鉄道はデレコの所有権を失った。エリー・ラッカワナ鉄道は、政府が組織したコンソリデーテッド・レール・コーポレーション（コンレール）へと引き継がれ、一方デラウェア・アンド・ハドソン鉄道は再び独立した鉄道会社となった。コンレールの成立により、デラウェア・アンド・ハドソン鉄道はコンレールの鉄道網の広範囲に渡って線路使用権を獲得し、かつてのデラウェア・ラッカワナ・アンド・ウェスタン鉄道とリーハイ・バレー鉄道の路線を使い南はフィラデルフィアやワシントンD.C.まで運行できるようになった。これに加えて、コンレールは同社にとって不要になったかつてのデラウェア・ラッカワナ・アンド・ウェスタン鉄道のニューヨーク州ビンガムトンとペンシルベニア州テイラー（Taylor）の間の本線をデラウェア・アンド・ハドソン鉄道へ売却した。これにより、デラウェア・アンド・ハドソン鉄道はカーボンデールからジェファーソン・ジャンクションでのかつてのエリー鉄道との接続点までの間のペン・ディビジョン（Penn Division）を廃止することができた。ニネベまでの残りの区間は、ベルデン・ヒルトンネル（Belden Hill tunnel）が拡張された後に廃止された。
1984年、ギルフォード・レール・システム（Guilford Rail System、後のパン・アム鉄道（Pan Am Railways））が、メーン州から東へニューブランズウィック州まで、西へニューヨーク州と中西部へ、北へモントリオールへ、南へフィラデルフィア・ワシントンD.C.への地域鉄道を運営するという構想の一環で、デラウェア・アンド・ハドソン鉄道を買収した。ギルフォード社はわずか50万ドルでデラウェア・アンド・ハドソン鉄道の一切合財を買収した。この価格は、財務状態の悪さと鉄道の状況を反映したものであった。買収時点で、デラウェア・アンド・ハドソン鉄道はわずかな貨物輸送量しかなく、連邦政府と州政府の補助金に頼って運行を続けていた。サービス範囲を拡大する計画は実現できず、ギルフォード社はデラウェア・アンド・ハドソン鉄道の破産を1988年に宣言し、その運行を廃止した。ペンシルベニア州のラカワナ・カウンティは、カーボンデールからスクラントンへの路線を買収し、デラウェア-ラッカワナ鉄道（Delaware-Lackawanna Railroad）の支援を受けながら、地域の発展しつつある産業への輸送へ提供した。
デラウェア・アンド・ハドソン鉄道は放置状態になったため、連邦政府はニューヨーク・サスケハナ・アンド・ウェスタン鉄道（New York, Susquehanna and Western Railway）を指名して、補助金を与えながら買収者が見つかるまで運行を続けさせた。ギルフォード社は、デラウェア・アンド・ハドソン鉄道が倒産時点で7000万ドルの資産を保有していると主張していた。1991年、カナダ太平洋鉄道が、その大陸横断鉄道網にモントリオールからニューヨーク地域への接続を付け加えるために、デラウェア・アンド・ハドソン鉄道を2500万ドルで買収した。
カナダ太平洋鉄道の元で、余剰路線のかなりの撤去が行われたものの、かつてのデラウェア・アンド・ハドソン鉄道の路線は大規模に改良工事が行われた。しかしながら、1996年から2000年までの間、カナダ太平洋鉄道はデラウェア・アンド・ハドソン鉄道とその他の経営状態の悪いアメリカ合衆国・カナダ東部の鉄道網をセントローレンス・アンド・ハドソン鉄道（St. Lawrence and Hudson Railway）という名前の分離会社へ移行させたため、再び放置状態になった。同社はその後カナダ太平洋鉄道へ再合併され、デラウェア・アンド・ハドソン鉄道の持つニューヨークへの接続が価値を発揮し始めた。1997年末、カナダ太平洋鉄道の当時の社長兼CEOだったロブ・リッチー（Rob Ritchie）はデラウェア・アンド・ハドソン鉄道を「とても価値のあるフィーダーとなる可能性を持っている」と評した。デラウェア・アンド・ハドソン鉄道は、利益を生むことが難しい事業である。石炭の輸送路線として建設され、石炭輸送が衰退すると、利益を生むことが難しくなった。ニューヨーク州のもっとも人口の少ない地域を運行し、ビンガムトンからルーゼズ・ポイントまでの間にはわずかな産業しかない。現在は、かつてのデラウェア・アンド・ハドソン鉄道が長く経験してきた時代に比べると未来は明るいように思われる。ニューヨークとの接続により、他の鉄道会社との輸送契約により大幅に輸送量を増加させている。近年、カナダ太平洋鉄道は老朽化したEMD SD40-2の代わりに高出力の交流機関車の使用を開始している。これは、信頼性のある輸送の重要性が増していることを示している。また、デラウェア・アンド・ハドソン鉄道を近代化するための大規模な信号システム・線路の改良事業が進行中である。
「ニューイングランドへの橋渡し路線」（The Bridge Line to New England）、あるいは単に「橋渡し路線」（The Bridge Line）と通称されるデラウェア・アンド・ハドソン鉄道には、北アメリカの鉄道史でいくつかの特徴的な点がある。
- アメリカン・ロコモティブ（アルコ）の本社のあるニューヨーク州スケネクタディへ通じていることから、アルコ社の製造する機関車の忠実な顧客であった。デラウェア・アンド・ハドソン鉄道は、ローラーベアリングを採用したサイドロッドや、高圧蒸気ボイラーなどの開発に参加した。また、車軸配置4-8-4のノーザン型機関車を旅客輸送に車軸配置4-6-6-4のチャレンジャー型機関車を貨物輸送に使用した最初期の鉄道であり、チャレンジャーはとても成功したのですぐに他の鉄道会社、たとえばクリンチフィールド鉄道（Clinchfield Railroad）が導入した。
- ディーゼル化が進展した時代、元アッチソン・トピカ・アンド・サンタフェ鉄道の4両のアルコPA型機関車（ALCO PA）を、かつてのデラウェア・アンド・ハドソン鉄道塗装、青とグレーに黄色いストライプを入れた塗装で旅客列車に使用したことで有名になった。1974年8月にマノンガヘイラ鉄道（Monongahela Railway）から購入した2両のボールドウィンRF-16型機関車（Baldwin RF-16）にも同じ塗装がなされた。アルコの機関車はメキシコ国鉄（NdeM）へ売却されたが、うち2両は後にアメリカに戻ってきて、1両は保存家のドイル・マコーミック（Doyle McCormick）が、もう1両はスミソニアン博物館が所有している。ボールドウィンの機関車はエスカナーバ・アンド・レイク・スペリオル鉄道（Escanaba and Lake Superior Railroad）へ売却されたが、銘板の盗難などの破壊行為に遭っている。

## 支線
- ボルチモア・コール・アンド・ユニオン鉄道（Baltimore Coal and Union Railroad）
- ノーザン・コール・アンド・アイアン・カンパニー（Northern Coal and Iron Company）
- プリマス・アンド・ウィルクスバレ・レールロード・アンド・ブリッジ（Plymouth and Wilkes-Barre Railroad and Bridge）
- オーク・ポイント・リンク（Oak Point Link）

## 社長
歴代の社長は以下の通りである。
- フィリップ・ホーン（Philip Hone） - 1825年-1826年
- ジョン・ボルトン（John Bolton） - 1826年-1831年
- ジョン・ワーツ（John Wurtz） - 1831年-1858年
- ジョージ・タルボット・オリファント（George Talbot Olyphant） - 1858年-1869年
- トーマス・ディクソン（Thomas Dickson） - 1869年-1884年
- ロバート・M・オリファント（Robert M. Olyphant） - 1884年-1903年
- デービッド・ウィルコックス（David Wilcox） - 1903年-1907年
- レオナー・F・ロリー（Leonor F. Loree） - 1907年-1938年
- ジョセフ・H・ヌエル（Joseph H. Nuelle） - 1938年-1954年
- ウィリアム・ホワイト（William White） - 1954年-1967年
- ジョン・P・ヒルツ・ジュニア（John P. Hiltz, Jr.） - 1967年
- フレデリック・C・ドゥメイン・ジュニア（Frederick C. Dumaine, Jr.） - 1967年-1968年
- フランク・ウェルズ・マッケーブ（Frank Wells McCabe） - 1968年
- ジョン・P・フィッシュウィック（John P. Fishwick） - 1968年-1970年
- グレゴリー・W・マクスウェル（Gregory W. Maxwell） - 1970年-1972年
- カール・B・スタージング（Carl B. Sterzing） - 1972年-1977年
- セリグ・アルトシュル（Selig Altschul） - 1977年
- チャールズ・E・バートランド（Charles E. Bertrand） - 1977年-1978年
- ケント・シューメーカー（Kent Shoemaker） - 1978年-1982年